# Shintō Kizuna
Die Shintō Kizuna (jap. 新党きづな, „Neue Partei Kizuna“; engl. Kizuna Party) war eine politische Partei in Japan, die ehemalige Mitglieder der Demokratischen Partei im nationalen Parlament zum Jahreswechsel 2011/2012 gründeten. Im November 2012 wurde sie Teil der DP-Abspaltung Kokumin no Seikatsu ga Daiichi.
Das Festhalten des Demokratischen Parteivorsitzenden Yoshihiko Noda und seines Kabinetts an der bereits unter Vorgänger Naoto Kan angekündigten Verdopplung der Mehrwertsteuer wurde von Ozawa-nahen Teilen der Partei abgelehnt, die strikt am Wahlprogramm von 2009 festhalten wollten, darunter insbesondere das Versprechen, die Mehrwertsteuer in der laufenden Legislaturperiode nicht zu erhöhen. Während der Vorberatungen für den Haushalt des Fiskaljahrs 2012 (April 2012–März 2013) erklärten neun, vorwiegend junge, über die Verhältniswahl gewählte Demokraten im Abgeordnetenhaus Ende Dezember 2011 ihren Parteiaustritt und gründeten am 30. Dezember 2011 die Shintō Kizuna. Kizuna, dt. etwa „Band“ oder „Verbindung“, war das Wort des Jahres 2011 und wurde besonders nach dem Tōhoku-Erdbeben verwendet, um den Zusammenhalt der japanischen Gesellschaft in Unterstützung für die Betroffenen auszudrücken.
Vorsitzender der Partei wurde Akira Uchiyama, Abgeordneter aus Chiba, Generalsekretär Kōichirō Watanabe aus Tokio, der bereits 2011 die Minshutō Kokumin no Koe angeführt hatte, eine Gruppe von 16 Demokraten, die während der Haushaltsberatungen 2011 – wenige Wochen vor dem Tohoku-Erdbeben – ihren Parteiaustritt androhten. Da die Shintō Kizuna vor dem 1. Januar 2012 gegründet wurde und ihr mehr als fünf Abgeordnete angehörten, galt sie 2012 als politische Partei im rechtlichen Sinne.
Nachdem im Sommer 2012 Ozawa selbst mit weiteren seiner Anhänger die Demokratische Partei verlassen hatte, bildete die Shintō Kizuna eine Fraktionsgemeinschaft mit Ozawas neuer Partei Kokumin no Seikatsu ga Daiichi. Kurz vor der bereits angekündigten Auflösung des Shūgiin im November 2012 trat die Shintō Kizuna für die Abgeordnetenhauswahl im Dezember 2012 der Ozawa-Partei bei; Ausnahme war der Vorsitzende Uchiyama, der zunächst parteilos wurde, dann aber wie die übrigen Mitglieder für die Zukunftspartei bei der Abgeordnetenhauswahl antrat.

## Gründungsmitglieder
- Akira Uchiyama (Chiba 7, 3. Amtszeit), Parteivorsitzender
- Kōichirō Watanabe (Verhältniswahl Tokio, 2. Amtszeit), Generalsekretär
- Mitsuji Ishida (Verhältniswahl Süd-Kantō, 2. Amtszeit)
- Juntarō Toyoda (Verhältniswahl Kinki, 2. Amtszeit), Parlamentsangelegenheiten
- Yasunori Saitō (Miyagi 2, 1. Amtszeit), Politischer Forschungsrat
- Atsushi Chūgo (Verhältniswahl Süd-Kantō, 1. Amtszeit)
- Masae Kobayashi (Verhältniswahl Tōkai, 1. Amtszeit)
- Nobuaki Miwa (Verhältniswahl Tōkai, 1. Amtszeit)
- Yoshihiko Watanabe (Verhältniswahl Kinki, 1. Amtszeit)